# Ghiacciaio Dovers
Il ghiacciaio Dovers è un ghiacciaio lungo circa 35 km e largo al massimo 11, situato sulla costa di Kemp, nella Terra di Enderby, in Antartide. Il ghiacciaio si trova in particolare a ovest delle colline Stillwell e del picco Kemp, a fianco ai quali scorre, fluendo verso ovest-nordovest, fino a entrare nella baia di Stefansson, poco a est del ghiacciaio Cosgrove.

## Storia
Il ghiacciaio Dovers è stato mappato da cartografi norvegesi grazie a fotografie aeree scattate durante la spedizione antartica guidata da Lars Christensen nel 1936-37, ed è stato da questi battezzato Mulebreen, ossia, in norvegese, "ghiacciaio muso", per la sua rassomiglianza con il muso di un cane. In seguito è stato esplorato nel 1954 durante una delle spedizioni di ricerca antartica australiane e così battezzato dal Comitato australiano per i toponimi e le medaglie antartici in onore di Robert E. Dovers, ufficiale in comando alla stazione Mawson nel 1954.